# Meridiano 104 oeste
El meridiano 104 oeste de Greenwich es una línea de longitud que se extiende desde el Polo Norte atravesando el Océano Ártico, América del Norte, el Océano Pacífico, el Océano Antártico y la Antártida hasta el Polo Sur.
El meridiano 104 oeste forma un gran círculo con el meridiano 76 este.
| Coordenadas                         | País, territorio o mar | Notas                                                                |
| ----------------------------------- | ---------------------- | -------------------------------------------------------------------- |
| 90°0′N 104°0′O / 90.000, -104.000   | Océano Ártico          |                                                                      |
| 79°22′N 104°0′O / 79.367, -104.000  | Canadá                 | Nunavut - Isla Ellef Ringnes                                         |
| 78°14′N 104°0′O / 78.233, -104.000  | Maclean Strait         |                                                                      |
| 77°9′N 104°0′O / 77.150, -104.000   | Canadá                 | Nunavut - Edmund Walker Island                                       |
| 77°7′N 104°0′O / 77.117, -104.000   | Desbarats Strait       |                                                                      |
| 76°40′N 104°0′O / 76.667, -104.000  | Canadá                 | Nunavut - Isla Cameron y Isla Vanier                                 |
| 76°2′N 104°0′O / 76.033, -104.000   | Byam Martin Channel    | Pasa justo al oeste de Isla Massey y Île Marc, Nunavut, Canadá       |
| 75°40′N 104°0′O / 75.667, -104.000  | Austin Channel         |                                                                      |
| 75°24′N 104°0′O / 75.400, -104.000  | Canadá                 | Nunavut - Isla Byam Martin                                           |
| 75°3′N 104°0′O / 75.050, -104.000   | Canal de Parry         | Viscount Melville Sound                                              |
| 73°25′N 104°0′O / 73.417, -104.000  | Canal M'Clintock       |                                                                      |
| 70°46′N 104°0′O / 70.767, -104.000  | Canadá                 | Nunavut - Isla Victoria                                              |
| 68°52′N 104°0′O / 68.867, -104.000  | Golfo de la Reina Maud |                                                                      |
| 68°3′N 104°0′O / 68.050, -104.000   | Canadá                 | Nunavut Territorios del Noroeste Saskatchewan                        |
| 49°0′N 104°0′O / 49.000, -104.000   | Estados Unidos         | Dakota del Norte Dakota del Sur Nebraska Colorado Nuevo México Texas |
| 29°18′N 104°0′O / 29.300, -104.000  | México                 | Chihuahua Durango Zacatecas Jalisco Nayarit Jalisco Colima           |
| 18°53′N 104°0′O / 18.883, -104.000  | Océano Pacífico        |                                                                      |
| 60°0′S 104°0′O / -60.000, -104.000  | Océano Antártico       |                                                                      |
| 74°44′S 104°0′O / -74.733, -104.000 | Antártida              | Territorio no reclamado                                              |